# 渡部遥
渡部 遥（わたなべ はるか、2002年4月18日 - ）は、愛媛県出身の女子競輪選手。日本競輪選手会愛媛支部所属、ホームバンクは松山競輪場。日本競輪選手養成所第122期生。師匠は野村典嗣（109期）。

## 経歴
小学校3年から高校まで陸上競技（走り幅跳び）に打ち込んだ。両親の勧めで競輪に関心を持ち、プロスポーツ選手になりたいという憧れもあって競輪選手を目指したという。
2021年1月14日、日本競輪選手養成所第122回技能試験に合格。在所競走成績は12位（4勝）。卒業記念レースは決勝5着。
2022年4月30日、松戸競輪場でデビューし5着。初勝利・初優勝は同年6月13日の大宮FII「競輪ルーキーシリーズ」で挙げた。
2023年11月19日、前橋FII（ナイター）で本格デビュー後初優勝。